# Kyphopyxa
Kyphopyxa es un género de foraminífero bentónico de la subfamilia Palmulinae, de la familia Vaginulinidae, de la superfamilia Nodosarioidea, del suborden Lagenina y del orden Lagenida. Su especie tipo es Frondicularia christneri. Su rango cronoestratigráfico abarca desde el Coniaciense hasta el Campaniense (Cretácico superior).

## Clasificación
Kyphopyxa incluye a las siguientes especies:
- Kyphopyxa christneri †
- Kyphopyxa cushmani †
- Kyphopyxa undulata †